# Bernareggio
Bernareggio (Bernaregg in dialetto brianzolo) è un comune italiano di 11 694 abitanti della provincia di Monza e della Brianza in Lombardia.

## Geografia fisica

### Territorio
Bernareggio sorge su un terreno morenico a un'altitudine media di 234 m s.l.m. È un ottimo punto di osservazione delle montagne lecchesi: specialmente, si possono osservare il Resegone (1875 m) e le Grigne (2410 m e 2184 m). Nelle vicinanze del paese scorre il torrente Molgora.

## Storia
Sembra che il sito abbia avuto origini da un antico accampamento romano, da cui trasse il nome Hiberna Regis, ovvero gli accampamenti invernali del re. Il primo insediamento abitativo è del X secolo, vi venne costruito il castello e assegnato a una nobile famiglia che ne prese il nome creando così la casata dei Bernareggi.
Dopo i Bernareggi, il potere militare ed economico della cittadina è passato in mano di Pagano Beretta, un signorotto locale che, schieratosi contro la famiglia milanese dei Visconti, perse il potere e fu costretto alla latitanza fino al 1385. Da quel momento, la gestione del paese è stata affidata alla famiglia Foppa, per poi passare, nel 1475, sotto il dominio della famiglia dei conti Secco Borrella di Vimercate.
Nel 1733 il controllo di Bernareggio è stato ereditato dalla famiglia dei Trotti, dopo che, nel 1728, Giambattista Secco Barella cedette il controllo del paese alla figlia Giulia Secco Borrella, sposata con il conte Giambattista Trotti di Vimercate.
Il 28 aprile 1799, Bernareggio è stata teatro della battaglia di Verderio, scontro tra le truppe napoleoniche e le truppe austro-russe. Nel 1805, durante il Regno di Napoleone, Bernareggio è passata al dipartimento del Lario per poi tornare, nel 1814, in mano austriaca. Nel 1869, per decreto del re Vittorio Emanuele II, Bernareggio è diventata capoluogo di un territorio comprendente cinque altri paesi: Carnate, Ronco Briantino, Aicurzio, Sulbiate e Villanova, diventando il centro di un vasto progetto aggregativo che oggi sfiorerebbe i trentamila abitanti, ma i singoli comuni vennero poi restaurati nel 1909, tranne quello di Villanova.

### Simboli
Lo stemma è stato riconosciuto con decreto del capo del governo del 9 agosto 1936.
Lo stemma del Comune di Bernareggio deriva dal blasone dell'antica famiglia dei de Bernadegio (Bernareggi), presente a pagina 59 dello Stemmario Trivulziano: troncato d'oro e di rosso, alla pianta di fava fogliata di verde, sradicata d'oro, fruttifera di dodici baccelli, sei per lato, di nero, attraversante sulla partizione.
Il gonfalone è un drappo di azzurro.

## Monumenti e luoghi d'interesse

### Architetture religiose
- Chiesa dei santi Gervasio e Protasio (XVI secolo).
- Chiesa parrocchiale (1865), che ospita una tela di Bernardino Campi.

### Architetture civili
- Arco del Quattrocento, unico resto del convento degli Umiliati.

### Luoghi d'interesse
- Paleoalveo di Bernareggio

## Società

### Evoluzione demografica
- 433 nel 1751
- 558 nel 1805
- 1 461 nel 1809 dopo annessione di Carnate e Villanova
- 1 940 nel 1811 dopo annessione di Ronco
- 1 158 nel 1853
- 1 277 nel 1859
- 1 429 nel 1861
- 6 484 nel 1871 dopo annessione di Aicurzio, Sulbiate, Ronco, Carnate e Villanova nel 1869
- 7 264 nel 1881
- 9 145 nel 1901
- 3 598 nel 1911 dopo secessione delle frazioni nel 1909

Abitanti censiti

### Etnie e minoranze straniere
Secondo i dati ISTAT, al 31 dicembre 2015 la popolazione straniera residente era di 982 persone, pari all'8,93% di tutti i residenti. Le nazionalità maggiormente rappresentate in base alla loro percentuale sul totale della popolazione residente erano:
| Pos. | Cittadinanza | Popolazione |
| ---- | ------------ | ----------- |
| 1    | Marocco      | 209         |
| 2    | Romania      | 194         |
| 3    | Albania      | 101         |
| 4    | Perù         | 51          |
| 5    | Egitto       | 46          |

### Lingue e dialetti
A Bernareggio si parla il dialetto brianzolo tipico della zona con alcune influenze lecchesi.

## Economia
L'economia fu dapprima concentrata sul settore primario, principalmente nel campo dell'agricoltura, per passare poi, attraverso la bachicoltura, a un'economia incentrata sul settore industriale e, più specificamente, sull'industria tessile. Successivamente si espansero l'artigianato, il commercio e la piccola industria, settori che, tutt'oggi, formano la spina dorsale dell'economia del paese. Bernareggio, come la maggior parte dei paesi della zona, è inoltre ampiamente favorita a livello economico per la sua posizione, essendo molto vicina a grandi poli produttivi dell'economia italiana e lombarda come le città di Milano, Bergamo e Monza.

## Amministrazione
| Periodo        | Periodo        | Primo cittadino    | Partito                         | Carica  | Note   |
| -------------- | -------------- | ------------------ | ------------------------------- | ------- | ------ |
| 1º luglio 1985 | 23 aprile 1995 | Fernando Vertemati | Partito Socialista Italiano     | sindaco |        |
| 24 aprile 1995 | 13 giugno 1999 | Serena Agostini    | Partito Popolare Italiano       | sindaco |        |
| 14 giugno 1999 | 6 giugno 2009  | Daniele Fumagalli  | lista civica                    | sindaco | [ 12 ] |
| 7 giugno 2009  | 25 maggio 2014 | Emilio Biella      | centro-destra                   | sindaco |        |
| 26 maggio 2014 | 9 giugno 2024  | Andrea Esposito    | lista civica di centro-sinistra | sindaco | [ 13 ] |
| 9 giugno 2024  | in carica      | Gianluca Piazza    | lista civica di centro-sinistra | sindaco | [ 14 ] |

### Frazioni
L'unica frazione di Bernareggio è Villanova, posta a sud-ovest del centro abitato, verso Carnate.

### Gemellaggi
- Wachtberg
- La Villedieu-du-Clain
- Michendorf